# Lorraine-Dietrich Type EM
Der Lorraine-Dietrich Type EM ist eine Baureihe von Pkw-Modellen der 1900er Jahre. Dazu gehören Type CEM und Type TEM. Hersteller war Lorraine-Dietrich in Frankreich.

## Beschreibung
Die Baureihe stand nur 1907 im Sortiment. Vorgänger war der Type DM. Einen Nachfolger gleicher Größe gab es nicht.
Der Motor entstand nach einer Lizenz von Turcat-Méry. Er ist ein Vierzylinder-Reihenmotor. Er ist als L-Kopf-Motor mit SV-Ventilsteuerung ausgeführt. Jeweils zwei Zylinder sind paarweise zusammengegossen. Jeweils 120 mm Bohrung und Hub ergeben 5429 cm³ Hubraum. Der Motor war damals in Frankreich steuerlich mit 24 CV eingestuft.
Der Motor ist vorn längs im Fahrgestell eingebaut. Er treibt über ein Vierganggetriebe und Ketten die Hinterräder an. Die Bremse wirkt zeittypisch nur auf die Hinterachse.
Type CEM hat 314 cm Radstand und Type TEM 339 cm Radstand.